# 篠山連隊区
篠山連隊区（ささやまれんたいく）は、大日本帝国陸軍の連隊区の一つ。1907年（明治40年）に設置され、兵庫県・大阪府の一部地域の徴兵・召集等の兵事事務を取り扱った。1925年（大正14年）に廃止された。

## 沿革
日本陸軍の内地19個師団体制に対応するため陸軍管区表が改正（明治40年9月17日軍令陸第3号）され、1907年10月1日、篠山連隊区を新設し第4師管第7旅管に属した。
日本陸軍の第三次軍備整理に伴い陸軍管区表が改正（大正14年4月6日軍令陸第2号）され、1925年5月1日に篠山連隊区は廃止された。

## 管轄区域の変遷
その管轄区域は陸軍管区表（明治40年軍令陸第3号）により次のとおり定められた。管轄区域は、兵庫県区域は福知山連隊区・神戸連隊区から、大阪府区域は大阪連隊区・神戸連隊区から編入して形成された。
- 兵庫県

氷上郡・多紀郡・有馬郡・川辺郡
- 大阪府

豊能郡・三島郡・北河内郡
1915年（大正4年）9月13日、陸軍管区表が改正（大正4年軍令陸第10号）され、大阪連隊区から大阪府中河内郡を編入し、氷上郡を福知山連隊区に移管した。
1918年（大正7年）5月29日、陸軍管区表が改正（大正7年軍令陸第16号）され、同年6月1日、管轄区域に兵庫県尼崎市が加えられた。
1925年の廃止後、旧管轄区域は三分割され、兵庫県区域は神戸連隊区に、大阪府区域は豊能郡・三島郡を大阪連隊区に、その他は堺連隊区に編入された。

## 司令官
- 阿久津秀夫 歩兵少佐：1907年10月3日 - 1910年11月30日
- 安間房之助 歩兵少佐：1910年11月30日 - 1912年3月9日
- 山田良之助 歩兵中佐：1912年3月9日 - 1914年5月11日
- 磯塚駿一 歩兵中佐：1914年5月11日 - 1916年11月15日
- 林智得 歩兵中佐：1916年11月15日 -
- 内藤貞一 歩兵大佐：不詳 - 1924年8月20日[3]
- 蟹江冬蔵 歩兵大佐：1924年8月20日[3] -